# Hainanhammus
Hainanhammus is een kevergeslacht uit de familie van de boktorren (Cerambycidae). De wetenschappelijke naam van het geslacht werd voor het eerst geldig gepubliceerd in 1940 door Gressitt.

## Soorten
Hainanhammus is monotypisch en omvat slechts de volgende soort:
- Hainanhammus griseopubens Gressitt, 1940